# Старая Казанка (Удмуртия)
Старая Казинка — упразднённая в 2017 году деревня в Кизнерском районе Удмуртской республики Российской Федерации. На момент упразднения входила в состав Муркозь-Омгинского сельсовета.  

## География
Урочище находится в юго-западной части республики, в зоне хвойно-широколиственных лесов, при реке Казанка, на расстоянии приблизительно 35 км на север по прямой от районного центра посёлка Кизнер.

### Климат
Климат характеризуется как умеренно континентальный. Среднегодовая температура воздуха — 2,5 °С. Средняя температура воздуха самого тёплого месяца (июля) — 18,7 °C; самого холодного (января) — −14,2 °C. Среднегодовое количество атмосферных осадков составляет 400—450 мм, из которых до 300 мм выпадает в тёплый период.

## История
Была известна с 1873 года как починок Казанской (Казанка) с 20 дворами. В 1905 году 50 дворов, в 1926 — 83.
Упразднена в ноябре 2017 года

## Население
| 2010 | 2012 | 2015 |
| ---- | ---- | ---- |
| 0    | →0   | →0   |

### Историческая численность населения
Постоянное население составляло: 175 человек (1873), 335 (1905), 414 (1926, русские). Последние жители покинули в 2000-м году. Но деревня продолжала оставаться на учёте: по переписи 2002 года в ней было учтено 0 жителей, во время следующей переписи 2010 года зафиксировано так же 0 жителей, и в 2012 году.

## Известные уроженцы, жители
Щинов, Иван Петрович (род. 1956) — советский и российский тренер по настольному теннису.

## Инфраструктура
Было личное подсобное хозяйство с зоной сельскохозяйственного использования, индивидуальная застройка усадебного типа.